# Ren Qian
Ren Qian (Chengdu, 20 febbraio 2001) è una tuffatrice cinese.

## Biografia
All'età di quattordici anni ha vinto la medaglia d'argento ai Campionati mondiali di nuoto di Kazan' 2015 nel concorso dei tuffi dalla piattaforma 10 metri.
Si tratta della prima atleta nata nel terzo millennio a vincere un oro olimpico.

## Palmares
- Giochi olimpici

Rio 2016: oro nella piattaforma 10 m.
- Mondiali

Kazan 2015: argento nella piattaforma 10 m.
Budapest 2017: oro nel sincro 10 m e nel sincro 10 m misto e bronzo nella piattaforma 10 m.
Budapest 2022: oro nel sincro 10 m misti.
- Vincitrice della Coppa del Mondo della piattaforma 10 m nel 2016